# ファレーズ条約
ファレーズ条約 (ファレーズじょうやく、英語: Treaty of Falaise) は、1174年12月にノルマンディーのファレーズにおいて、スコットランド王ウィリアム1世とイングランド王ヘンリー2世の間で結ばれた和約。

## 背景
ウィリアム1世はイングランドの内乱に乗じてノーサンブリアに侵攻したが、第二次アニックの戦いで敗れ捕虜となった。ヘンリー2世はウィリアム1世の身柄をファレーズに移しつつスコットランドに逆派兵し、ベリック城やエディンバラ城などを奪取した。当時ウィリアム1世には子がおらず立場が弱かったため、スコットランド王統を守るためにヘンリー2世に大幅な譲歩を強いられた。

## 内容
ウィリアム1世はイングランド王の臣下となり、またイングランド兵がロクスバラ、ベリック、ジェドバラ、エディンバラ、スターリングの城塞に駐留することが定められた。こうしたスコットランドの裕福な都市がことごとくイングランドに握られたうえに、スコットランド王はさらに多額の貢納金を支払わされることになった。以降15年にわたり、ウィリアム1世はヘンリー2世の宗主権を認め、国内反乱の鎮圧にも許可を求めなければならなくなった。一方、ヘンリー2世はウィリアム1世にタインデール保持を認め、1185年にはハンティンドン伯領も返還した。この伯爵領はウィリアム1世の弟デイヴィッドのものとなった。

## その後
ヘンリー2世の跡を継いだリチャード1世は、第3回十字軍のための資金を捻出するためにスコットランド王との主従関係の清算を図った。1189年、ウィリアム1世はカンタベリー条約で1万ポンドの支払いと引き換えに、イングランド王権からの解放と南スコットランドの解放を勝ち取った。